# Baggböle herrgård
Baggböle herrgård ist ein Herrenhaus, das zum Baggböle sågverk (Baggböle Sägewerk) in Baggböle gehörte. Das Haus wurde in der Nähe der Stromschnellen im Fluss Ume ca. 10 km aufwärts vom Zentrum von Umeå in der Provinz Västerbottens län in Schweden gebaut.

## Geschichte

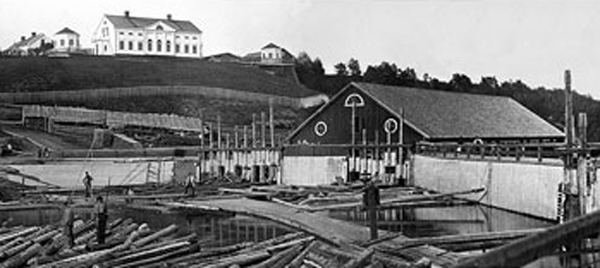
Baggböle Sägewerk um 1880, mit dem Herrenhaus im Hintergrund.

Das Haus entwarf der Prädikant Johan Anders Linder, der neben Sakralbauten vielfach als Architekt und Baumeister herrschaftlicher Gebäude wirkte und offenbar wegen seiner Holzhäuser im Empirestil geschätzt wurde.

Dank einer Spende der Umeå Missionsförsamling wurde das Haus 1968 übernommen, renoviert und im Jahr 1971 erneut eingeweiht. Im Jahr 1968 wurde die Villa (Byggnadsminne) denkmalgeschützt. Die nächsten 35 Jahre wurde das Haus, vor allem durch Freiwilligenarbeit, als Sommercafé eröffnet und es war ein beliebtes Ausflugsziel in der Region, auch für die jährliche Feier der Walpurgisnacht. Im Jahr 2006 kaufte ein Geschäftsmann den Bauernhof samt Grundstücken von ca. 340 Hektar; weitere Renovierungen werden durchgeführt.

## Architektur
Das Herrenhaus wurde mit glatten Holzplatten gebaut und weiß mit Leinölfarbe angemalt, sodass es wie ein modernes Steinhaus aussieht. Mit einer Fläche von 500 Quadratmetern, auf zwei Etagen, war es eines der größten Häuser der Region. Die Gebäudeachse wird von einem flachen, dreiachsigen Mittelrisalit mit Pilastern akzentuiert, der von einem spitzwinkligen Giebel mit halbkreisförmigem Fenster bekrönt wird. Das Haus ist gut erhalten, im Gegensatz zu den beiden Flügeln, Gebäuden, Schulen, Gärten und Stallungen, zwei Pavillons und einer Kegelbahn, die ursprünglich zu dem Gebäude gehörten.

## Umgebung
Vom Herrenhaus auf der Spitze des Hügels hatte man einen Blick auf die Arbeitsbaracken, Büros, Gerätehäuser, Schmiede und ein Bootshaus am Ufer, dort wo heute das Arboretum Norr ist. Keines dieser zwischen 1842 und 1850 errichteten Gebäude samt Wassermühle ist erhalten geblieben. Eine der Gattersägen wurde restauriert und befindet sich im Museum Umeå Energicentrum in Klabböle auf dem gegenüberliegenden Ufer des Flusses. Nach der Blütezeit der Sägewerke von 1850 bis 1880 wurde das Sägewerk (und einige Werkstätten) im Jahr 1855 versetzt zum neuen Dampfsägewerk in Holmsund, womit das Handwerk in Baggböle zum Erliegen kam.